# Ravneš
Ravneš es una localidad de Croacia en el municipio de Šandrovac, condado de Bjelovar-Bilogora.

## Geografía
Se encuentra a una altitud de 146 m s. n. m. a 102 km de la capital nacional, Zagreb.

## Demografía
En el censo 2011 el total de población de la localidad fue de 117 habitantes.
| Gráfica de población de Ravneš 1857-2011                            |
|                                                                     |
| Según los censos de población de la oficina estadística de Croacia. |